# Parafia św. Andrzeja Boboli w Węgrzcach
Parafia św. Andrzeja Boboli w Węgrzcach – rzymskokatolicka parafia znajdująca się w archidiecezji krakowskiej, w dekanacie Kraków-Prądnik, w Polsce.

## Historia
26 grudnia 1976 arcybiskup krakowski kard. Karol Wojtyła poświęcił punkt katechetyczny w Węgrzcach, który pełnił także funkcję kaplicy. 15 sierpnia 1982 arcybiskup krakowski kard. Franciszek Macharski erygował parafię w Węgrzcach. 17 grudnia 1988 kard. Macharski konsekrował nowy kościół.

## Proboszczowie
- ks. Włodzimierz Bogacz (1982 - 2002)
- ks. Roman Sławeński (2002 - 2005)
- ks. Marek Wrężel (2005 - 2009)
- ks. Wojciech Warzecha (2009 - nadal)